# Eurodryas epimolpadia
Eurodryas epimolpadia är en fjärilsart som beskrevs av Reverdin 1919. Eurodryas epimolpadia ingår i släktet Eurodryas och familjen praktfjärilar. Inga underarter finns listade i Catalogue of Life.